# Jacques Denis
Jacques Denis, właśc. Jacques Spiewak (ur. 25 maja 1922 w Metzu, zm. 14 września 2008 w Ivry-sur-Seine) – francuski polityk, działacz partyjny i międzynarodowy pochodzenia polskiego, poseł do Parlamentu Europejskiego I kadencji.

## Życiorys
Syn polsko-żydowskiego imigranta Maxa Spiewaka, który pracował jako górnik i malarz. Uczył się w École des arts décoratifs, jednak przerwał naukę ze względu na brak pieniędzy. Pracował jako malarz pokojowy. W wieku 15 lat dołączył do młodzieżówki Jeunesse communiste. Podczas drugiej wojny światowej zaangażowany w ruch oporu, działał w grupie Wolni Strzelcy i Partyzanci Francuscy pod pseudonimem Jacques Denis (na cześć Diderota, przyjął go potem jako własny). Został też szefem komórek Jeunesse communiste w Nîmes i Lyonie, brał udział w wyzwoleniu drugiego miasta. Od 1944 do 1948 pracował redakcji „L’Avant-Garde”. Od 1950 do 1957 był sekretarzem generalnym Światowej Federacji Młodzieży Demokratycznej w Budapeszcie. W latach 80. należał do zarządu organizacji pacyfistycznej Mouvement de la paix.
Od lat 40. zasiadał w krajowych władzach młodzieżówek komunistycznych Jeunesse communiste i Mouvement Jeunes Communistes de France. Wstąpił do Francuskiej Partii Komunistycznej, od 1961 do 1997 należał do jej komitetu centralnego. Był m.in. sekretarzem Maurice’a Thoreza oraz przez 30 lat wiceszefem Polex, komórki PCF ds. międzynarodowych. Od 1968 kilkukrotnie kandydował w wyborach. W 1979 wybrano go posłem do Parlamentu Europejskiego. Przystąpił do frakcji komunistycznej, został wiceprzewodniczącym Komisji ds. Rozwoju i Współpracy oraz Delegacji ds. stosunków z państwami Maghrebu.

## Życie prywatne
Był żonaty z Odette Iltis, która także walczyła w ruchu oporu. Mieli czworo dzieci.

## Odznaczenia
Odznaczony Medalem Ruchu Oporu z Rozetką.